# Igreja do Carmo (Porto)
A Igreja do Carmo ou Igreja da Venerável Ordem Terceira de Nossa Senhora do Carmo, localiza-se no cruzamento entre a Praça de Carlos Alberto e a Rua do Carmo, nas proximidades da Igreja e Torre dos Clérigos, na freguesia portuguesa da Vitória  cidade do Porto.
De estilo barroco/rococó, foi construída na segunda metade do século XVIII, entre 1756 e 1768, pela Ordem Terceira do Carmo, sendo o projecto do arquitecto José Figueiredo Seixas. A construção do hospital começou mais tarde, ficando concluído em 1801.
Esta igreja foi edificada num terreno contíguo à Igreja dos Carmelitas, do lado oeste, cedido à Ordem em 1752. Por não ser então permitida a construção de duas Igrejas juntas, foi edificada entre ambas a chamada Casa Escondida do Porto que separa as duas igrejas e tem pouco mais de 1 metro e meio de largura.
Foi classificada como Monumento Nacional a 3 de Maio de 2013, em conjunto com a Igreja dos Carmelitas adjacente.
Em anos recentes a Ordem do Carmo procurou abrir o seu vasto património à visita do público. Inicialmente abriu a "Casa Escondida", considerada por guias locais como a "Casa mais estreita da cidade do Porto", e uma das mais estreitas do país. Foi abrindo pouco a pouco novos espaços do seu recheio, estando hoje em dia disponível a visita ao Circuito Turístico da Ordem do Carmo. Por uma pequena quantia (3,5 euros) realiza-se através da Casa Escondida uma visita à Casa, Igreja, Catacumbas (de pequenas dimensões), Salão Nobre, Sala dos Paramentos e Sacristia, permitindo um vislumbre ao rico património móvel e imóvel da Ordem, que inclui pinturas, esculturas, vestes litúrgicas e relíquias. Parte do bilhete apoia o restauro de bens patrimoniais da Ordem. Esta visita é possível de Terça a Domingo entre as 10 e as 18 horas; às segundas inicia-se às 12 e termina às 18. Não é possível a realização do circuito completo sempre que há missa (todos os dias às 9:30 e 15 horas), rosário (todos os dias às 14:30)  ou casamento (esporadicamente e sob marcação), mantendo-se nessas alturas a possibilidade de visitar a Casa Escondida pelo preço de 2 euros por pessoa.
Realizam também visitas guiadas mediante marcação.

## Decoração

### Fachada
A fachada apresenta, em lugar de relevo, Santa Ana, a quem a Ordem Carmelitana professava grande devoção, porque, segundo as crónicas, apareceu a um grupo de Carmelitas dos primeiros tempos. É também a patrona desta igreja. Dois nichos que ladeiam a porta de entrada albergam as imagens dos profetas Elias e Eliseu, os dois modelos mais representativos da Ordem. No corpo superior da frontaria, coruchéus e esculturas das figuras dos quatro Evangelistas, revelando influências do estilo “barroco Italiano” criado por Nicolau Nasoni.

### Azulejos
A fachada lateral da Igreja do Carmo está revestida por um grandioso painel de azulejos, representando cenas alusivas à fundação da Ordem Carmelita e ao Monte Carmelo. A composição foi desenhada por Silvestre Silvestri, pintada por Carlos Branco e executada nas fábricas do Senhor do Além e da Torrinha, em Vila Nova de Gaia, e datados de 1912.

### Interior
No interior da Igreja do Carmo, destaca-se a excelente talha dourada nas capelas laterais e no altar-mor, a estatuária e diversas pinturas a óleo.
O seu programa iconográfico relaciona-se com a Paixão, um dos temas característicos dos Carmelitas. Neste caso, as imagens esta dispostas segundo um percurso descendente, a partir do lado da Epístola: Agonia no Horto, Prisão do Senhor, Flagelação, Senhor da Cana Verde, Ecce Homo, Senhor a Caminho do Calvário. Conclui na Crucificação: cruz do altar-mor e com a pintura da Ressurreição de Cristo, no tecto.

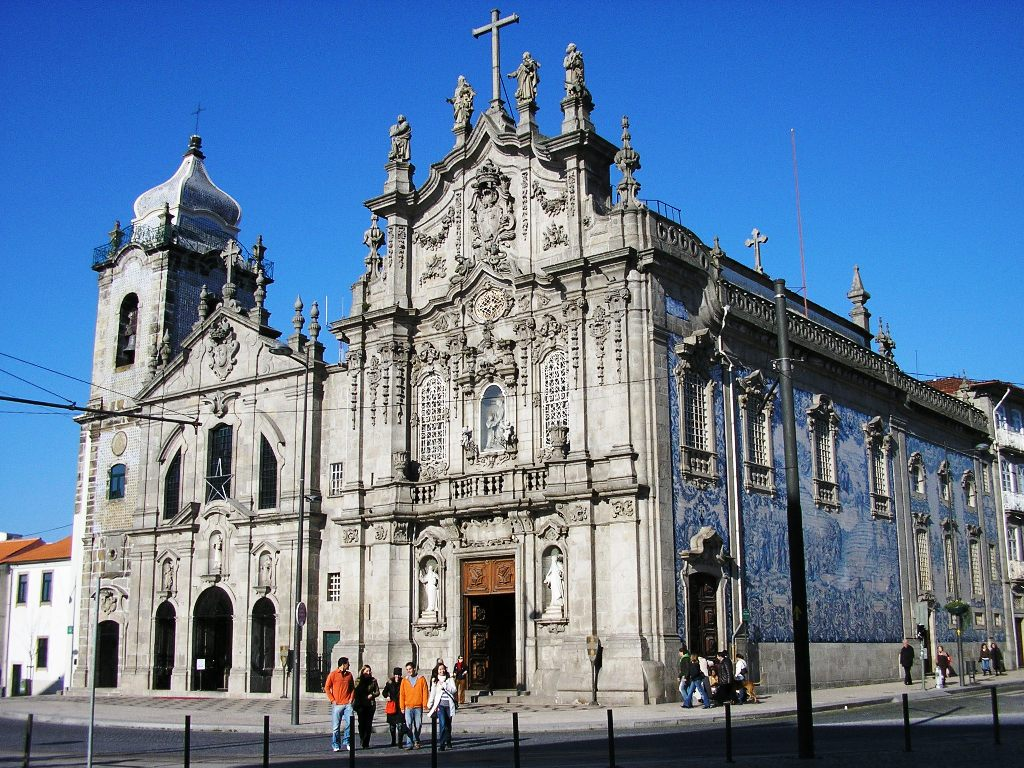
Igreja dos Carmelitas (esquerda) e do Igreja do Carmo (direita)
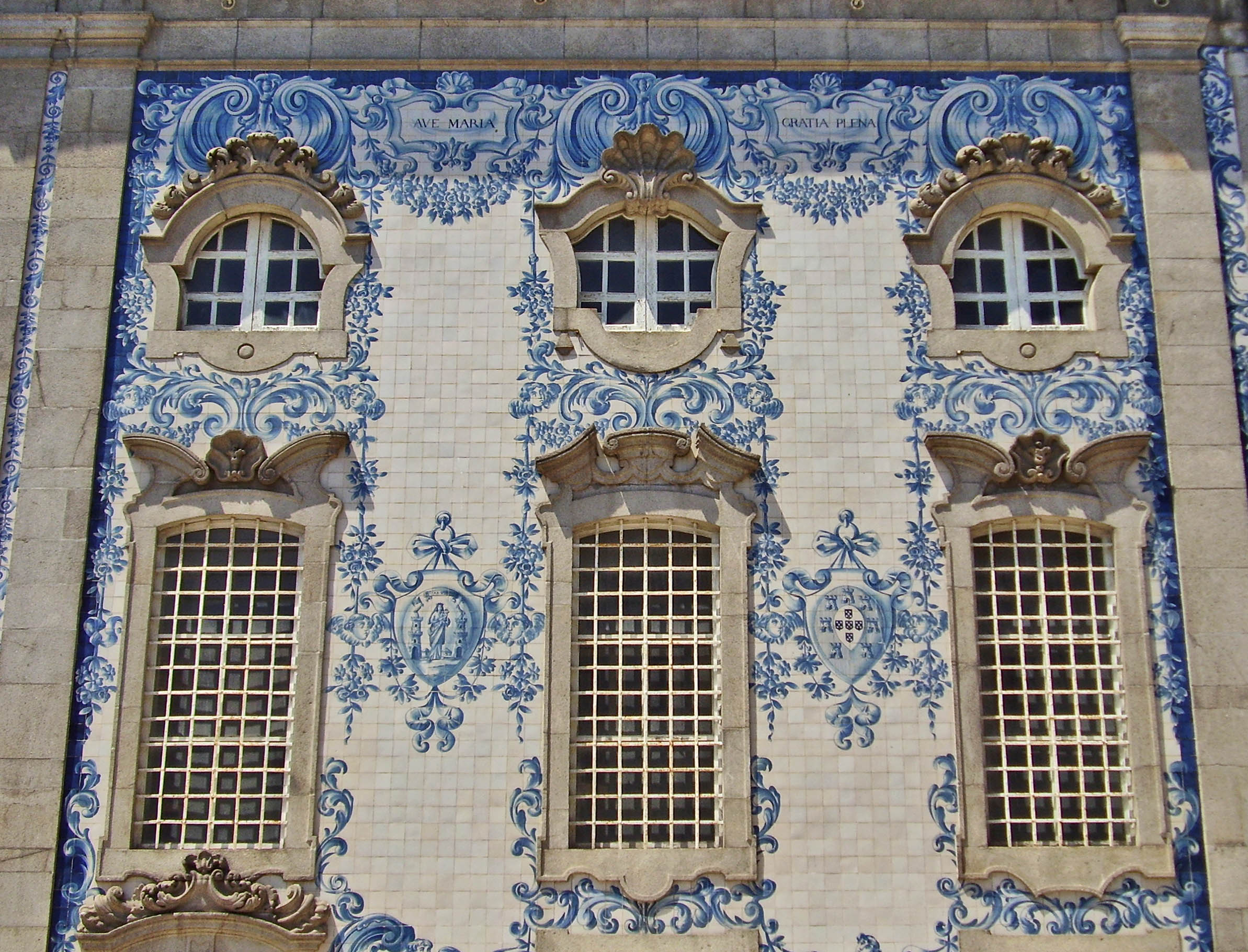
Azulejos na fachada nascente